# 圣伊西德罗 (东达沃省)

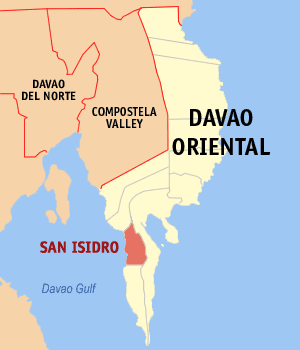
东达沃省的地图，示圣伊西德罗所在地

圣伊西德罗（San Isidro）是菲律宾东达沃省的一座城市。面积205平方公里。
6°49′28″N 126°04′59″E / 6.82444°N 126.083°E